# او-۹۳ (کریگس‌مارینه)
زیردریایی یو-۹۳ (۱۹۴۰) (به انگلیسی: German submarine U-93 (1940)) یک زیردریایی بود که طول آن ۶۷٫۱ متر (۲۲۰ فوت ۲ اینچ) بود. این زیردریایی در سال ۱۹۴۰ ساخته شد.